# Браницкая, Эльжбета
Эльжбета (Елизавета) Браницкая (пол. Elżbieta z Branickich Sapieżyna ; ок. 1734 — 3 сентября 1800) — польская дворянка, политик. Она известна своей политической карьерой, будучи финансисткой короля Станислава Августа Понятовского до его избрания королем, его советником в 1763—1776 годах и одним из лидеров оппозиции в 1776—1793 годах. У нее также были отношения с королем в 1763—1776 годах.

## Биография
Представительница польского шляхетского рода Браницких герба «Корчак». Дочь каштеляна брацлавского Петра Браницкого (? — 1762) и Мелании Терезы Шембек. Сестра Франтишека Ксаверия Браницкого (1731—1819), крупного польского военного и государственного деятель, великого гетмана коронного. Ее образование неизвестно, но было отмечено, что она не очень хорошо говорила на французском языке (в то время это была важная часть хорошего образования).
В 1753 году Эльжбета Браницкая была выдана замуж за старосту соколовского Яна Юзефа Сапегу (ок. 1734—1761), с которым она развелась в 1755 году из-за его измены. В 1756 году она во второй раз вышла замуж за генерал-майора Яна Сапегу (1732—1757). Она стала матерью Казимира Нестора Сапеги (1757—1798). В 1757 году Эльжбета овдовела после неудачного брака.

## Сторонница Понятовского
Эльжбета Браницкая не считалась красавицей, но описывалась как очаровательная женщина, умная и с большим интересом к политике. В 1761 году она стала союзницей Станислава Августа Понятовского и предоставила ему ссуду в размере 300 000 злотых, с большим процентом, чтобы финансировать его политическую карьеру: он все еще выплачивал долг шесть лет спустя. Во время междуцарствия 1763—1764 годов они, как сообщается, начали роман, и она повлияла на него против семьи Чарторыйских. Она была соперницей Магдалены Агнешки Сапеги, которая в отличие от нее поддерживала партию Фамилию (политическая партия) и параллельно пытались повлиять на Понятовского в свою пользу. Когда Станислав Понятовский в 1764 году был избран королем Речи Посполитой, Эльжбета Браницкая заняла очень влиятельное положение.

## Политический советник Понятовского
Её влияние на Станислава Понятовского, как его любовницы, так и ростовщика, было хорошо известно, и король включил ее в свой внутренний круг советников и доверил ей политические задания. В декабре 1765 года, например, король дал ей задание разобраться с делом, касающимся контракта Августа Мошинского и монетной комиссии. Вместе с его сожительницей, Магдаленой Агнешкой Сапегой, Эльжбета Браницкая также получала ежемесячное пособие в размере 200 дукатов, которое выплачивалось по меньшей мере до 1775 года. Летом 1766 года она получила задание от короля приветствовать знаменитую мадам Жофрен при её визите в Польшу. В письме от 1768 года король Станислав описал ее как незаменимую среди своих «petites amies» (любовниц) и назвал ее замечательной, теплой, умной и чрезвычайно полезной союзницей.
Эльжбета Браницкая активно и публично участвовала в государственных делах и политике. Она открыто и часто присутствовала на заседаниях сейма и трибуналов, и она также участвовали в собраниях сейма, при поддержке короля. Ее пол не был формальным препятствием для этой деятельности; в рамках современной польской системы аристократической выборной монархии её принадлежность к дворянству была главным критерием. Было известно, что она способна влиять на назначение должностных лиц. Несмотря на свое неприятие королевских дядей из рода Чарторыйских, она и её брат Франтишек Ксаверий долго сохраняли свое место в кругу королевских политических советников. Как сообщается, она также использовала свое положение для обогащения себя и своей семьи.

## Лидер оппозиции
Отношения между Эльжбетой Браницкой и королем Станиславом ухудшились в течение 1770-х годах. В 1774 году её брат Франтишек Ксаверий Браницкий присоединился к оппозиции в борьбе против короля и российского посла Отто Магнуса фон Штакельберга, с которым Эльжбета Браницкая имела плохие отношения. В 1776 году, поддержав своего брата против Штакельберга и короля, она была изгнана из королевского двора в свое поместье в Кодене с ежемесячным пособием в 200 дукатов. Для того чтобы контролировать ее деятельность, русские войска были размещены в ее поместье Кодень, чтобы держать ее под охраной. Во время сейма 1776 года она подала жалобу и потребовала выплатить долг короля перед ней, что вызвало продолжительный конфликт. Она также участвовала в длительных судебных процессах со своими родственниками по вопросам наследства и собственности. Эльжбета также поддерживала политическую карьеру своего сына, подавая прошения королю. В эти годы она считалась одним из самых заметных лидеров оппозиционной партии семей Браницких и Ржевуских против короля. Еще в 1778 году король Станислав называл ее одной из тех женщин, к которым он испытывал наибольшее уважение.
Во время великого сейма (1788—1792) Эльжбета Браницкая изначально была на стороне оппозиции, возглавляемой Станиславом Щенсным Потоцким против предлагаемых конституционных изменений, и была одним из значимых игроков в польской политической жизни во время сейма. Она окончательно поддержала конституцию 3 мая 1791 года. Она ушла из политической жизни в 1793 году.

## Портреты
Эльжбета Браницкая была противоречивой фигурой в Польше, и ее деятельность как политика, особенно во время великого сейма, сделала ее предметом сатиры, памфлетов и стихотворений Войцеха Якубовского, Томаша Венгерского, Рафала Гуровского, Игнация Потоцкого и Францишека Заблоцкого.